# Internationale Cricket-Saison 1983/84
Die internationale Cricket-Saison 1983/84 fand zwischen September 1983 und April 1984 statt. Als Wintersaison wurden vorwiegend Heimspiele der Mannschaften aus Südasien, der Karibik und Ozeanien ausgetragen.

## Überblick

### Internationale Touren
| Beginn             | Heimteam    | Auswärtsteam | Resultate | Resultate | Artikel |
| Beginn             | Heimteam    | Auswärtsteam | Test      | ODI       | Artikel |
| ------------------ | ----------- | ------------ | --------- | --------- | ------- |
| 10. September 1983 | Indien      | Pakistan     | 0–0 [3]   | 2–0 [2]   | Artikel |
| 13. Oktober 1983   | Indien      | West Indies  | 0–3 [6]   | 0–5 [5]   | Artikel |
| 11. November 1983  | Australien  | Pakistan     | 2–0 [5]   |           | Artikel |
| 20. Januar 1984    | Neuseeland  | England      | 1–0 [3]   | 1–2 [3]   | Artikel |
| 2. März 1984       | Pakistan    | England      | 1–0 [3]   | 1–1 [2]   | Artikel |
| 2. März 1984       | West Indies | Australien   | 3–0 [5]   | 3–1 [4]   | Artikel |
| 3. März 1984       | Sri Lanka   | Neuseeland   | 0–2 [3]   | 1–2 [3]   | Artikel |

### Internationale Turniere
| Beginn         | Turnier                                  | Land                         |
| -------------- | ---------------------------------------- | ---------------------------- |
| 8. Januar 1984 | Benson & Hedges World Series Cup 1983/84 | Australien                   |
| 6. April 1984  | Asia Cup 1984                            | Vereinigte Arabische Emirate |

### Internationale Touren (Frauen)
| Beginn          | Heimteam | Auswärtsteam | Resultate | Resultate | Artikel |
| Beginn          | Heimteam | Auswärtsteam | WTest     | WODI      | Artikel |
| --------------- | -------- | ------------ | --------- | --------- | ------- |
| 19. Januar 1984 | Indien   | Australien   | 0–0 [4]   | 1–1 [3]   | Artikel |

## Nationale Meisterschaften
Aufgeführt sind die nationalen Meisterschaften der Full Member des ICC.
| Land                         | First-Class                 | List A                                    |
| ---------------------------- | --------------------------- | ----------------------------------------- |
| Australien                   | Sheffield Shield 1983/84    | McDonald’s Cup 1983/84                    |
| Indien                       | Ranji Trophy 1983/84        |                                           |
| Duleep Trophy 1983/84        | Deodhar Trophy 1983/84      |                                           |
| Irani Cup 1983/84            |                             |                                           |
| Neuseeland                   | Shell Trophy 1983/84        | Shell Cup 1983/84                         |
| Pakistan                     | Quaid-e-Azam Trophy 1983/84 |                                           |
| BCCP Patron’s Trophy 1983/84 |                             |                                           |
| PACO Cup 1983/84             |                             |                                           |
| Südafrika                    | Castle Cup 1983/84          | Benson and Hedges Series 1983/84          |
| UCB Bowl 1983/84             |                             |                                           |
| Howa Bowl 1983/84            |                             |                                           |
| West Indies                  | Shell Shield 1983/84        | Geddes Grant/Harrison Line Trophy 1983/84 |